# Fernando III da Toscana
Fernando III (6 de maio de 1769 - 18 de junho de 1824) foi um Grão-Duque da Toscana, primeiro de 1790 a 1801 e depois entre 1814 e 1824. Era também príncipe-eleitor e grão-duque de Salzburgo (1803 - 1805) e Grão-duque de Wurzburgo (1805 - 1814).
Fernando nasceu em Florença, na Toscana, na Casa de Habsburgo-Lorena. Era filho de Leopoldo, futuro Imperador Romano-Germânico e, na altura, Grão-duque da Toscana, e da sua esposa, a infanta Maria Luísa da Espanha.
Quando o seu pai foi eleito Imperador em 1790, Fernando sucedeu-lhe no título de Grão-duque da Toscana, cedido pelo seu pai no dia 22 de julho de 1790. Foi expulso pelos franceses em 1799, mas continuou a governar a Toscana até 1801, quando, devido ao Tratado de Aranjuez, foi forçado por Napoleão Bonaparte a criar o Reino da Etrúria como compensação para os Duques de Parma.
Fernando foi compensado com o Ducado e o Eleitorado de Salzburgo, anteriormente território do Arcebispo de Salzburgo. Também foi feito Príncipe-eleitor do Sacro Império Romano-Germânico, um título que perdeu com a sua dissolução em 1806.
No dia 25 de dezembro de 1805, Fernando também desistiu de Salzburgo que acabou por ser anexado pelo seu irmão Francisco II do Sacro Império Romano-Germânico. Fernando foi feito Duque de Würzburg, um novo estado criado para ele do antigo bispado de Würzburg. Com a dissolução do império em 1806 ele tomou o novo título de Grão-duque de Wurzburgo.
No dia 20 de maio de 1814, depois da queda de Napoleão, Fernando foi restaurado como Grão-duque da Toscana. Contudo, em 1815, o Ducado de Luca foi retirado à Toscana como compensação temporária aos duques de Parma.
Fernando morreu em 1824, em Florença e foi sucedido pelo seu filho Leopoldo.

## Casamentos e descendência
Fernando III casou por duas vezes. Em primeiras núpcias, em 15 de agosto de 1790, em Nápoles, por procuração, e no dia 19 de setembro de 1790 em pessoa, Fernando casou-se com a sua prima directa, a princesa Luísa das Duas Sicílias, filha do rei Fernando I das Duas Sicílias e da arquiduquesa Maria Carolina da Áustria. Deste casamento nasceram seis filhos:
1. Carolina Fernanda da Áustria (Florença, 2 de agosto de 1793 - Viena, 5 de Janeiro de 1802);
2. Francisco Leopoldo da Toscana (Florença, 15 de dezembro de 1794 - Viena, 18 de março de 1800);
3. Leopoldo II, Grão-duque da Toscana (1797–1870), Grão-duque da Toscana de 1824 a 1859;
4. Maria Luísa da Áustria (30 de agosto de 1798 - 15 de junho de 1857);
5. Maria Teresa de Áustria (21 de março de 1801 - 12 de janeiro de 1855) que veio a casar com o rei Carlos Alberto da Sardenha;
6. Filho natimorto (19 de setembro de 1802)

Em segundas núpcias, Fernando III casou em Florença a 6 de maio de 1821, com a princesa Maria Fernanda da Saxônia (Dresden, 27 de abril de 1796 - Brandýs nad Labem-Stará Boleslav, Boêmia, 3 de janeiro de 1865), filha de Maximiliano, príncipe-herdeiro da Saxónia, (1759–1838) e de sua mulher Carolina de Bourbon-Parma (1770–1804). Deste segundo casamento não houve descendência.